# Zeugensammelstelle
Eine Zeugensammelstelle ist eine ad hoc eingerichtete Sammelstelle in einem Raum oder im Gelände in der Nähe einer Einsatzstelle (Tat- oder Ereignisort). Die Einrichtung gehört zur Taktik der Polizei und ist Teil des Ersten Angriffs. Zur Zeugensammelstelle haben sich Zeugen nach Aufforderung durch die Polizei einzufinden, da Zeugen grundsätzlich (nicht generell) eine Aussagepflicht haben.

## Zweck
Die Zeugensammelstelle wird eingerichtet, um
- einen Großeinsatz in geordnete Bahnen zu bringen („Gewusel“), unter anderem auch, um Schaulustige wegzubringen
- festzustellen, ob es Zeugen im Strafverfahren sind oder nur Geschädigte, die keinerlei Beobachtungen gemacht haben
- Zeugen medizinisch und psychologisch zu betreuen (Aufregung, Trauma, Schock), vgl. Krisenintervention im Rettungsdienst.
- Personalien festzustellen und gegebenenfalls
- die Zeugen zu befragen und vernehmen, dies ist vor allem wichtig für eine Fahndung nach Personen und Sachen.

## Beispiele in Deutschland
Nach einem Amoklauf an einer Schule sind 100 Zeugen vorhanden. Als Zeugensammelstelle wird die Turnhalle eingerichtet, da sie hierfür ausreichend Platz bietet, in der Nähe ist und überdacht ist. Die Turnhalle ist sodann der Platz, in dem sich die Zeugen einfinden. Durch mündliche Anweisung (z. B. Megaphon oder Sprechanlage) kommen die Zeugen selbst dorthin oder werden von den Polizeikräften dorthin begleitet. So kann die Polizei in geordneter Weise Befragungen durchführen und ggfs. betreuen.